# Austrella
Austrella — рід лишайників родини Панарієві (Pannariaceae). Назва вперше опублікована 2004 року.

## Класифікація
До роду Austrella відносять 3 види:
- Austrella arachnoidea
- Austrella brunnea
- Austrella isidioidea